# Okerkapvireo
De okerkapvireo (Tunchiornis ochraceiceps synoniem: Hylophilus ochraceiceps) is een zangvogel uit de familie Vireonidae (vireo's). De vogel werd in 1860 door Philip Lutley Sclater als Hylophilus ochraceiceps geldig beschreven. Uit DNA-onderzoek gepubliceerd in 2014 blijkt dat deze soort een eigen clade vormt waarvoor het monotypische geslacht Tunchiornis is ingesteld.

## Kenmerken
De vogel is 9,5 tot 12,5 cm lang. Het verenkleed bestaat uit lichtbruine onderdelen en roestkleurige bovendelen.

## Verspreiding en leefgebied
Deze soort komt voor van Mexico tot het Amazonegebied en telt tien ondersoorten:
- T. o. ochraceiceps: zuidelijk Mexico, Belize en noordelijk Guatemala.
- T. o. pallidipectus: van zuidelijk Guatemala en Honduras tot noordwestelijk Panama.
- T. o. pacificus: zuidoostelijk Costa Rica en westelijk Panama.
- T. o. nelsoni: oostelijk Panama.
- T. o. bulunensis: uiterst oostelijk Panama, westelijk Colombia en noordwestelijk Ecuador.
- T. o. ferrugineifrons: zuidoostelijk Colombia, zuidelijk Venezuela, het westelijke deel van Centraal-Guyana, noordwestelijk Brazilië, Ecuador en Peru.
- T. o. viridior: zuidelijk Peru en noordelijk Bolivia.
- T. o. luteifrons: oostelijk Venezuela, de Guyana's en noordelijk Brazilië.
- T. o. lutescens: het noordelijke deel van Centraal-Brazilië bezuiden de Amazonerivier.
- T. o. rubrifrons: noordoostelijk Brazilië bezuiden de Amazonerivier.

## Status
De grootte van de populatie is niet gekwantificeerd maar de soort wordt omschreven als algemeen. Op de Rode lijst van de IUCN heeft deze soort de status niet bedreigd.